# Área de Livre-Comércio das Américas

Logotipo da Área de Livre Comércio das Américas

A Área de Livre Comércio das Américas (ALCA) foi uma proposta feita pelo presidente dos Estados Unidos, George H. W. Bush, durante a Cúpula das Américas, em Miami, no dia 9 de dezembro de 1994, com o objetivo de eliminar as barreiras alfandegárias entre os 34 países americanos, com exceção de Cuba, formando assim uma área de livre comércio, cuja data limite seria o final de 2005. Na reunião de Miami foram assinados a Declaração de Princípios e o Plano de Ação.
A estratégia era a de gradualmente suprimir as barreiras ao comércio entre os estados-membros, prevendo-se a isenção das tarifas alfandegárias para quase todos os itens de comércio entre os países associados. Uma vez implementada, a ALCA tornaria-se o maior bloco econômico do mundo - englobando também as áreas do NAFTA, na (América do Norte), e do Mercosul, na (América do Sul). O bloco representaria um PIB de mais de US$ 20 trilhões, reunindo uma população de aproximadamente 850 milhões de pessoas.
Uma das principais dificuldades para formação do bloco é a enorme disparidade entre a economia dos Estados Unidos, a maior da América, e a dos demais países americanos. Na maioria desses países, seria necessário realizar vultosos investimentos em infraestrutura, para que a área de livre comércio efetivamente funcionasse. A proposta foi bastante criticada por políticos sul-americanos de esquerda como Luiz Inácio Lula da Silva, do Brasil, e Hugo Chávez, da Venezuela, pois se efetivada a proposta da Alca, a indústria dos Estados Unidos ofereceria produtos a preços mais baixos nos países subdesenvolvidos das Américas, levando, supostamente, ao fechamento de indústrias e ao aumento do desemprego nos mesmos. 
O projeto da ALCA foi recusado pela maioria dos governos de esquerda que se seguiram aos anos 90 e 2000 desde novembro de 2005, pois continha apenas 2 níveis de integração, os quais favoreceriam os países ricos como os EUA quando foi realizada a Quarta Cúpula das Américas em Mar del Plata e foi praticamente abandonada. Em lugar da ALCA, foram criados outros organismos de cooperação regional, econômica e política sem a participação dos Estados Unidos, como a ALBA - Aliança Bolivariana para as Américas e a UNASUL.

## Membros
A ALCA seria composta pelos 34 países autônomos membros da Organização dos Estados Americanos, com exceção de Cuba, por exigência dos Estados Unidos, que mantinham um embargo econômico contra aquele país.
| - Brasil - Chile - Argentina - Equador - Venezuela - Colômbia - Uruguai | - Antígua e Barbuda - Trinidad e Tobago - Bahamas - México - Panamá - Suriname - Guiana | - Peru - Bolívia - Honduras - Belize - Guatemala - Nicarágua - El Salvador | - Granada - Barbados - Estados Unidos - Canadá - Jamaica - Haiti - Costa Rica | - Dominica - República Dominicana - São Cristóvão e Neves - Santa Lúcia - São Vicente e Granadinas - Paraguai |